# Xanadu (álbum de Menudo)
Xanadu (também conhecido como Menudo) é um álbum de estúdio da boy band porto-riquenha Menudo, lançado em 1981, pela gravadora Padosa, Inc. A formação vigente incluía: René Farrait, Johnny Lozada, Ricky Meléndez, Xavier Serbiá e Miguel Cancel.

## Repertório
No que diz respeito à lista de faixas, metade das dez músicas presentes no álbum foram previamente apresentadas em álbuns da discografia do Menudo e foram regravadas por essa nova formação; a outra metade das músicas são versões cover de grupos internacionais que cantam em inglês, traduzidas para o espanhol, que foram sucessos nos anos de 1970 e 1980.

## Desempenho comercial
Comercialmente, o trabalho se tornou um sucesso. No Uruguai atingiu a posição no número 13 na parada musical da revista Record World. No Peru, as vendas do LP atingiram mais de 19 mil cópias e cerca de um quarto desse total em fitas cassete, apenas no primeiro mês de lançamento.

## Lista de faixas
- Créditos adaptados do LP Xanadu, de 1981.[3]

| N.º | Título                        | Compositor(es)                                              | Cantor(es)    | Duração |  |
| 1.  | "Xanadu"                      | Jeff Lynne                                                  | Miguel Cancel | 3:18    |  |
| 2.  | "No se puede parar la música" | Henri Belolo, Phil Hurtt, Jacques Morali, Beauris Whitehead | René Farrait  | 3:03    |  |
| 3.  | "No que no"                   | Pedro Marin                                                 | Xavier Serbia | 2:58    |  |
| 4.  | "Fui hecho para amarte"       | Desmond Child, Vini Poncia, Paul Stanley                    | Johnny Lozada | 4:02    |  |
| 5.  | "Sueños"                      | Pedro Herrero                                               | René Farrait  | 2:48    |  |
| 6.  | "Cosita loca llamada amor"    | Freddie Mercury                                             | René Farrait  | 2:38    |  |
| 7.  | "Ella-a-a"                    | D. R.                                                       | Todo o grupo  | 5:01    |  |
| 8.  | "Voulez-vous"                 | Benny Anderson, Björn Ulvaeus                               | Todo o grupo  | 3:48    |  |
| 9.  | "A bailar"                    | Joaquin Torres Mendez                                       | René Farrait  | 2:49    |  |
| 10. | "Voy a América"               | D. R.                                                       | René Farrait  | 2:57    |  |

Notas
- Cosita Loca Llamada Amor = "Crazy Little Thing Called Love" (Queen)
- Fui Hecho Para Amarte = "I Was Made For Lovin' You" (Kiss)
- No Se Puede Parar La Música = "Can't Stop the Music" (Village People)
- "Voulez-Vous", cantada originalmente pelo ABBA.
- "Xanadu", cantada originalmente por Olivia Newton-John, interpretada pela Electric Light Orchestra.

## Tabelas

### Tabelas semanais
| Tabela musical (1981)  | Melhor posição |
| ---------------------- | -------------- |
| Argentina (Cashbox)    | 6              |
| Uruguai (Record World) | 13             |